# Scoparia ignicola
Scoparia ignicola là một loài bướm đêm trong họ Crambidae.